# Cutia legalleni
La Cutia vietnamita (Cutia legalleni) es un especie de ave paseriforme de la familia Leiothrichidae endémica del este de Indochina. Se encuentra únicamente en Vietnam y Laos.
Anteriormente se consideraba una subespecie de la cutia nepalesa (Cutia nipalensis), lo que hacía al género Cutia monotípico, pero ahora se consideran especies separadas.
Su hábitat natural son los bosques húmedos tropicales. No se considera una especie amenazada por el IUCN, pero su estado es más delicado que el de sus parientes del oeste, y por ello figura como especie casi amenazada.